# Vesteda-Turm

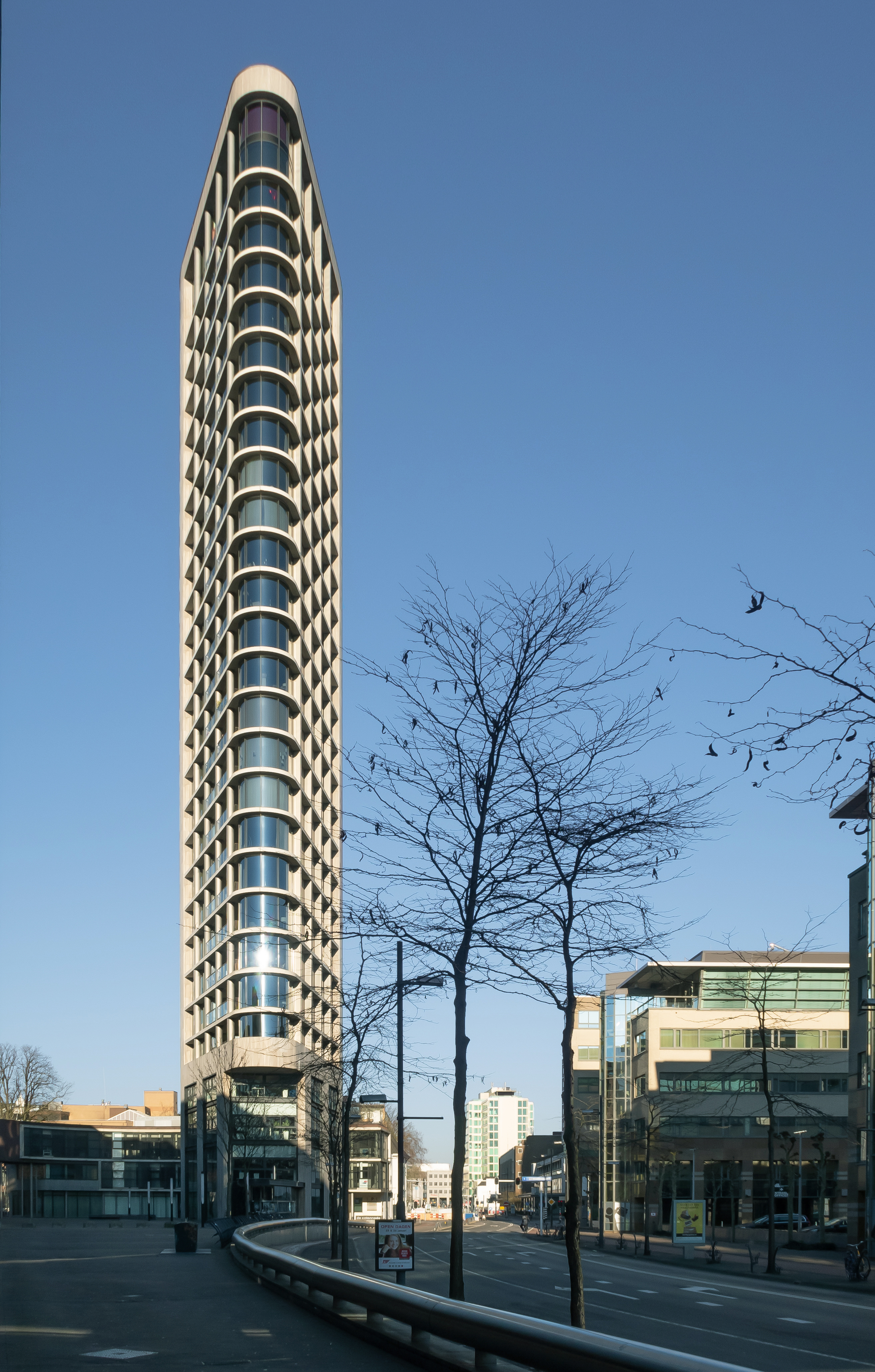
Der Vesteda-Turm, vom Vestdijk aus gesehen

Der Vesteda-Turm (niederländisch Vestedatoren) ist ein Appartementhochhaus in der niederländischen Stadt Eindhoven. Es wurde in den Jahren 2005/06 von dem niederländischen Architekten Jo Coenen errichtet. Mit einer Höhe von 90 Metern und 27 Geschossen ist es das fünfthöchste Gebäude der Nordbrabanter Stadt.
Mit dem Bau des Hochhauses am innerstädtischen Vestdijk nahm Coenen bewusst Bezug zum Flatiron Building in New York. Auf einem rautenförmigen Grundriss schuf er einen schlanken Turm. In die abgerundeten Spitzen wurden große Glasfronten eingesetzt, das gesamte Gebäude ist mit hellem Naturstein verkleidet. 